# デューク・エレガント-ドクター・ジョン、エリントンを歌う-
『デューク・エレガント-ドクター・ジョン、エリントンを歌う-』（原題：Duke Elegant）は、アメリカ合衆国のミュージシャン、ドクター・ジョンが1999年に発表したアルバム。母国アメリカでは2000年に発売された。デューク・エリントン生誕100周年を記念したトリビュート・アルバムとして制作された。

## 背景
ドクター・ジョンは選曲に当たり、広く知られていないエリントン・ナンバーを取り上げようと考え、エリントンの作品を研究した。とりわけ「フレイミング・スウォード」を知った時は、金鉱を掘り当てたような気持になったという。しかし、最終的には「彼はたくさんの曲を書いてきたから、簡単なことだと思った。でも、あまり聴かれていない曲は3曲しか見つけられなかったから、それらを収録した」とのことで、「サテン・ドール」、「ムード・インディゴ」、「キャラバン」等のスタンダード・ナンバーも収録された。

## 評価
『ビルボード』のジャズ・アルバム・チャートでは3位を記録した。ニューオーリンズの音楽雑誌『オフビート』では2000年の「最優秀アルバム」及び「最優秀R&B／ファンク・アルバム」に選出された。
ケネス・ベイズはオールミュージックにおいて5点満点中4点を付け「ドクター・ジョンは、エリントンの曲を恐ろしくファンキーな基盤に乗せてみせ、驚くほどの相性の良さを示した」と評している。また、『ピープル』誌2000年2月14日号のレビューでは「昨年のデューク・エリントン生誕100周年を記念したトリビュート・アルバムは山ほど出たが、どれ一つとして、この作曲家が生み出したサテンの如く滑らかなジャズを、汗臭いリズム・アンド・ブルースに再編してみせてくれなかった。しかし、ニューオーリンズR&Bの熟達者マック・"ドクター・ジョン"・レベナックは、エリントンの王道の曲にさえ巧みにファンクを盛り込んだ」と評されている。

## 収録曲
10.は日本盤ボーナス・トラック。4. 11. 12. 13.はインストゥルメンタル。
1. オン・ザ・ロング・サイド・オブ・ザ・レイルロード・トラックス - "On the Wrong Side of the Railroad Tracks" (John Latouche, Duke Ellington) - 5:42
2. アイム・ゴナ・ゴー・フィッシング - "I'm Gonna Go Fishin'" (D. Ellington, Peggy Lee) - 5:04
3. スイングしなけりゃ意味ないね - "It Don't Mean a Thing (If It Ain't Got That Swing)" (D. Ellington, Irving Mills) - 5:31
4. パーティド - "Perdido" (Ervin M. Drake, Hans Longsfolder, Juan Tizol) - 5:49
5. ドント・ゲット・アラウンド・マッチ・エニモア - "Don't Get Around Much Anymore" (Bob Russell, D. Ellington) - 3:37
6. ソリチュード - "Solitude" (D. Ellington, Eddie DeLango, I. Mills) - 5:05
7. サテン・ドール - "Satin Doll" (Billy Strayhorn, Johnny Mercer, D. Ellington) - 4:46
8. ムード・インディゴ - "Mood Indigo" (I. Mills, D. Ellington, Barnard Bigard) - 6:55
9. ドゥ・ナッシン・ティル・ユー・ヒア・フロム・ミー - "Do Nothin' 'Til You Hear from Me" (B. Russell, D. Ellington) - 5:30
10. アイム・ビギニング・トゥ・シー・ザ・ライト - "I'm Beginning to See the Light" (Harry James, Johnny Hodges, Don George, D. Ellington) - 3:13
11. 昔はよかったね - "Thing's Ain't What They Used to Be" (Mercer Ellington) - 6:25
12. キャラバン - "Caravan" (J. Tizol, I. Mills, D. Ellington) - 6:24
13. フレイミング・スウォード - "Flaming Sword" (D. Ellington) - 5:45

## 参加ミュージシャン
- ドクター・ジョン - ボーカル、ピアノ、ハモンドオルガン
- ボビー・ブルーム - ギター、バッキング・ボーカル
- デヴィッド・バラード - ベース、バッキング・ボーカル
- ハーマン・アーネスト - ドラムス、バッキング・ボーカル
- ロニー・キューバー - サクソフォーン
- シロ・バプティスタ - パーカッション